# Jack Pierce
Jack Pierce (nascut Yannis Pikoulas, Γιάννης Πίκουλας 5 de maig de 1889 - 19 de juliol de 1968) va ser un artista de maquillatge estatunidenc, millor conegut per crear el maquillatge icònic usat per Boris Karloff en Frankenstein (1931), juntament amb altres maquillatges de monstres clàssics per a Universal Studios.

## Biografia

### Primers anys
Després d'emigrar als Estats Units des de Grècia quan era adolescent, Pierce va provar sort en diverses carreres, inclosa una temporada com a jugador aficionat de beisbol.
En la dècada de 1920, Pierce es va embarcar en una sèrie de treballs en cinema, director de cinema, especialista, actor i fins i tot assistent de direcció, la qual cosa eventualment el va portar a dominar el camp del maquillatge. Pierce, de baixa alçada, mai va ser del tipus "protagonista", i va deixar de costat la seva carrera artística per a especialitzar-se en maquillatge per a altres artistes. En 1915 va ser contractat per a treballar en equips per a les produccions d'estudi. En el set de 1926 de la pel·lícula The Monkey Talks, Jack Pierce va crear el maquillatge per a l'actor Jacques Lernier, que interpretava a un simi amb la capacitat de comunicar-se. El cap d'Universal, Carl Laemmle, es va interessar en el seu resultat creatiu. Després va venir la cara amb un rictus permanent de somriure de Conrad Veidt a The Man Who Laughs (1928), encara una cinta muda. Pierce llavors fou contractat a temps complet per l'estudi Universal Pictures. La mort en 1930 de Lon Chaney -qui al llarg de la dècada de 1920 s'havia fet un nom creant horripilants i sovint dolorosos maquillatges de terror- va obrir un nínxol per a Pierce i Universal, ja que les pel·lícules de Chaney van proporcionar al públic les cares deformades i monstruoses que Pierce i els cinèfils de l'època gaudien.
A la primera pel·lícula de terror sonora d'Universal, Dracula (1931), va evita un elaborat maquillatge de terror. Pierce va dissenyar una pintura de color especial per a Bela Lugosi en el seu personatge de vampir, però Lugosi va insistir a aplicar el seu propi maquillatge. Per a totes les aparicions cinematogràfiques del personatge a partir de llavors, Pierce va instituir una aparença completament diferent, presentant a Dràcula com un home amb el pèl gris i bigoti, més semblant al de la novel·la. La creació més significativa de Pierce per a Universal va ser Frankenstein (1931), amb Lugosi originalment escollit com el Monstre. El disseny preliminar (dels comptes de periòdics contemporanis i una prova de pantalla conservada per l'actor Edward Van Sloan) era similar a la pel·lícula alemanya Der Golem (1920) de Paul Wegener; això no és sorprenent, ja que el director de l'estudi Carl Laemmle Jr. i el director Robert Florey estaven familiaritzats amb les pel·lícules expressionistes alemanyes. Quan James Whale va reemplaçar Florey com a director, el concepte va canviar radicalment. A Pierce se li va ocórrer llavors un disseny que era horrible i lògic en el context de la història. Com Henry Frankenstein ha accedit a la cavitat del cervell, hi ha una gran cicatriu horitzontal cosida en el front, i els ara famosos "caragols" al coll són en realitat elèctrodes: portadors de l'electricitat utilitzada per a reviure el cadàver assemblat. La quantitat d'aportacions que va tenir el director James Whale en el concepte inicial continua sent controvertida. Encara que Lugosi finalment no va aparèixer en la pel·lícula més famosa de Pierce, treballarien junts a White Zombi, on Lugosi va col·laborar amb Pierce en l'aspecte del seu personatge diabòlic en la pel·lícula.

## Pierce i Karloff
Pierce tenia fama de ser malhumorat, o almenys extremadament sever, però la seva relació amb Karloff va ser bona. L'actor va suportar les quatre hores diàries de maquillatge on Pierce modificava el seu cap i rostre amb cotó, col·lodió i massilla, rematant amb pintura verda, que es veia com una tonalitat pàl·lida en una pel·lícula en blanc i negre, en rostre i mans. El disseny va ser universalment aclamat i es va convertir en l'aspecte icònic més popularment acceptat de la creació de Mary Shelley.
A l'any següent, The Mummy combinava la trama de Dracula amb el maquillatge efectiu de Frankenstein, mostrant Karloff com un antic príncep egipci reviscut de rostre arrugat. Una vegada més, la col·laboració de Karloff i Pierce va ser aclamada i va impressionar al públic.
El 20 de novembre de 1957, Ralph Edwards va reunir a Jack Pierce amb un somrient Boris Karloff, el convidat d'aquesta nit, en el programa televisiu sobre biografies de celebritats This is Your Life. Jack va revelar aquesta nit alguns records del seu treball i Karloff el va dir "el millor maquillador del negoci".

## Maquillador a Universal Pictures
Com a cap del departament de Maquillatge d'Universal, Pierce va ser el dissenyador i creador de les figures icòniques del terror Dracula, Frankenstein i L'Home Llop i les seves diverses seqüeles. Els maquillatges de Pierce eren pesats i es trigava hores a aplicar-los. Pierce sempre es va mostrar poc inclinat al làtex, preferint la tècnica també seguida per Lon Chaney d'esculpir els trets a base de cotó, col·lodió i massilla, retocat amb maquillatge. Pierce va ser finalment obligat a començar a fer ús del làtex, com es veu en les pròtesis de làtex en el nas i front de l'home llop en The Wolf Man (1941).

## Pierce iLon Chaney Jr.
Ambdós van treballar plegats en quatre pel·lícules de l'home llop i tres de la mòmia. Chaney va afirmar que Pierce per a l'home llop va agreujar el llarg i incòmode procés d'aplicació amb nous afegits com pegar pèl de iac al seu rostre i cremar-lo amb una planxa calenta, afirmant que durant el procés li va cremar a propòsit. Segons els informes, Chaney també va tenir una reacció al·lèrgica al làtex emprat en la seva recreació per a The Ghost of Frankenstein. A les pel·lícules de la mòmia, Chaney va sofrir amb les laborioses benes en què Pierce el va embolicar encara que el maquillatge era "simplement" una màscara de làtex amb alguns retocs de maquillatge. En una entrevista un any abans de la seva mort, se li va preguntar a Pierce si va ser difícil treballar amb Chaney i ell va contestar afirmativament. Quant a Chaney, malgrat els rumors de mala relació, anys més tard va nomenar a Pierce geni del maquillatge, només superat pel seu propi pare, Lon Chaney.

### Carrera post-Universal
En 1946, Jack Pierce va ser acomiadat sense cerimònies d'Universal, després de vint anys de servei. Una teoria era que va ser per la seva reticència a l'ús del làtex, que abaratia els costos i era molt més fàcil d'aplicar. Encara que, com es veu, ell no era aliè al seu ús i la major part del treball del seu departament de maquillatge consistia a supervisar i aplicar el maquillatge glamurós de les actrius i el maquillatge estàndard dels actors i secundaris. Més probablement, la nova gerència de l'estudi, ara anomenat Universal International, volia actualitzar la imatge de la companyia amb noves cares prestigioses. Els germans Westmore, el nom dels quals era tan conegut en la indústria cinematogràfica com el de Max Factor, van donar suport a la contractació per l'estudi del seu germà menor, Bud per a dirigir el departament de maquillatge i efectes especials. Encara que l'experiència professional de Bud Westmore es limitava a diverses pel·lícules menors per a PRC, era fotogènic, encantador i jove, tan contrari com Jack Pierce. Pierce va ser acomiadat immediatament i Bud va ser el cap del departament els següents vint anys.
Ocasionalment, Jack Pierce aconseguiria després treball en una gran producció com Joan of Arc (1948) o la versió de Danny Kaye de La vida secreta de Walter Mitty, per a la qual va compondre a Karloff com el Monstre de Frankenstein per a una seqüència de somni, tallada finalment de la pel·lícula. Principalment, l'ocupació post-Universal de Pierce va ser en westerns independents de baix pressupost i pel·lícules de terror de sèrie B. Les creacions notables de Pierce durant aquest període inclouen a l'hirsut idiota de Teenage Monster, interpretat pel doble de 40 anys Gil Perkins, que havia doblegat a Bela Lugosi en el maquillatge de Pierce per a Frankenstein i l'home llop; Beyond the Time Barrier, amb un grup de mutants atòmics calbs i cicatritzats, i el protagonista Robert Clarke transformant-se en un ancià marcit; The Creation of the Humanoids, creant una raça de cíborgs calbs amb ulls platejats mitjançant calbes de goma i lents de contacte esclerales; i una repetició del seu disseny de l'home llop per a La bella i la bèstia (1962), interpretat per Mark Damon.
Va fer molts maquillatges històrics, de vellesa i de personatges en sèries d'antologia de televisió com Screen Directors Playhouse, You Are There i Telephone Time. Un episodi d'aquest programa, un drama titulat The Golden Junkman, va presentar a Lon Chaney Jr. com un traficant de ferralla armeni analfabet però amable que envelleix des dels 30 fins als 70 anys en el transcurs del metratge, cosa que Pierce va manejar amb destresa.
El seu soci d'Universal, el director i productor Arthur Lubin, va contractar Pierce per al que va resultar ser la seva última ocupació, quatre anys consecutius en la sèrie de televisió Mister Ed, de 1961 a 1964.
Pierce va morir el 1968 d'urèmia.

## Llegat
El treball perdurable de Jack Pierce en Universal es va convertir en una gran influència per a molts en el camp de l'entreteniment, inclosos els maquilladores Rick Baker i Tom Savini. Jack Pierce va ser un innovador en el món de l'entreteniment en pantalla i el disseny de materials. En 2003, Pierce va ser guardonat amb un premi a tota la seva trajectòria per part del Hollywood Make-up Artist and Hair Stylist Guild.
En els últims anys, hi ha un fort desig de donar-li a Pierce una estrella a Hollywood Boulevard pels seus populars triomfs duradors en les pel·lícules en les quals va treballar. Al maig de 2013, l'escola Cinema Makeup a Los Angeles va dedicar una galeria commemorativa en honor a Pierce.